# Aalborg Nordre Provsti
Aalborg Nordre Provsti er et provsti i Aalborg Stift.  Provstiet ligger i Aalborg Kommune.
Aalborg Nordre Provsti består af 14 sogne med 16 kirker, fordelt på 12 pastorater.

## Pastorater
| Pastorater i Aalborg Nordre Provsti | Pastorater i Aalborg Nordre Provsti | Pastorater i Aalborg Nordre Provsti |
| ----------------------------------- | ----------------------------------- | ----------------------------------- |
| Ajstrup Pastorat                    | Hals Pastorat                       | Horsens-Hammer Pastorat             |
| Hvorup Pastorat                     | Lindholm Pastorat                   | Nørresundby Pastorat                |
| Øster Hassing Pastorat              | Sulsted Pastorat                    | Ulsted Pastorat                     |
| Vadum Pastorat                      | Vester Hassing Pastorat             | Vodskov Pastorat                    |

## Sogne
| Sogne i Aalborg Nordre Provsti | Sogne i Aalborg Nordre Provsti | Sogne i Aalborg Nordre Provsti |
| ------------------------------ | ------------------------------ | ------------------------------ |
| Ajstrup Sogn                   | Hals Sogn                      | Hammer Sogn                    |
| Horsens Sogn                   | Hou Sogn                       | Hvorup Sogn                    |
| Lindholm Sogn                  | Nørresundby Sogn               | Sulsted Sogn                   |
| Ulsted Sogn                    | Vadum Sogn                     | Vester Hassing Sogn            |
| Vodskov Sogn                   | Øster Hassing-Gåser Sogn       |                                |